# Velika Písarivka
Velika Písarivka (en ucraniano: Велика Писарівка, romanizado: Velyka Pýsarivka; en ruso: Великая Писаревка, romanizado: Velikaya Písarevka) es un pueblo ucraniano perteneciente al óblast de Sumy. Situado en el norte del país, es parte del raión de Ojtirka y centro del municipio (hromada) homónimo.

## Toponimia
Hasta la década de 1950, el pueblo se llamaba Bolshaia Písarevska (en ruso: Большая Писаревка).

## Geografía
Velika Písarivka se encuentra en la margen izquierda del río Vorskla, cerca de la frontera con Rusia.  

## Historia
Bolshaia Písarevska fue fundada en 1709 y fue el centro del arte popular kobzar en la Ucrania Libre. Allá por la segunda mitad del siglo XVIII se instaló aquí un refugio para los banduristas ciegos.  A mediados del siglo XIX, el asentamiento se convirtió en el centro del vólost homónimo.Durante la revolución rusa de 1905, se produjo un levantamiento campesino en el pueblo.
En enero de 1918, durante la guerra civil rusa, se estableció el poder soviético en Bolshaia Písarevska. En 1923, la aldea se convirtió en el centro del raión nacional ruso de Bolshaia Písarevska de la gobernación de Járkov. Posteriormente formó parte del raión de Bojodújiv y luego el raión de Ojtirka, primero en el óblast de Járkov y desde 1939, en el óblast de Sumy.
Durante la Segunda Guerra Mundial, Velika Písarivka fue ocupada por tropas nazis en octubre de 1941. Durante la ocupación, los nazis ejecutaron a 36 aldeanos, mientras que 176 fueron deportados a Alemania para realizar trabajos forzados. Después de un intento fallido de los soldados soviéticos a principios de 1943, la aldea fue finalmente liberada en agosto de 1943.
En 1959 se le asignó el estatus de asentamiento de tipo urbano.Después de la declaración de independencia de Ucrania, se creó aquí un puesto aduanero.
Hasta el 18 de julio de 2020, Velika Písarivka fue centro del raión de Velika Písarivka. El raión se abolió en julio de 2020 como parte de la reforma administrativa de Ucrania, que redujo el número de raiones del óblast de Sumy a cuatro. El área del raión de Velika Písarivka se fusionó con otros en el raión de Ojtirka.En 2023, Velika Písarivka perdió el estatus de asentamiento de tipo urbano en la legislación ucraniana debido a la eliminación de este estatus administrativo.
El 24 de febrero de 2022, como parte de la invasión rusa de Ucrania, las fuerzas rusas entraron en el óblast de Sumy cerca de Sumy, Shostka y Ojtirka. Según el gobernador regional, Dmitró Zhivitski, los combates comenzaron a las 07:30 en dirección a Velika Písarivka, pero las fuerzas rusas no pudieron ocupar la ciudad y se retiraron al día siguiente, dejando tanques y equipos abandonados. El 22 de mayo de 2023 se lanzó la incursión al óblast de Bélgorod del Cuerpo de Voluntarios Rusos desde Velika Písarivka, que fue bombardeado. El 17 de marzo de 2024, según el alcalde local, el centro de Velika Písarivka estaba destruido por ataques rusos y se pidió a los ciudadanos que evacuaran el asentamiento.

## Demografía
La evolución de la población de Velika Písarivka entre 1897 y 2022 fue la siguiente:
| 6948                                                          | 6233 | 5865 | 5898 | 5437 | 4481 | 4437 | 3928 |
| (Fuente: Cities & Towns of Ukraine y UKRAINE: Größere Städte) |      |      |      |      |      |      |      |

Según el censo de 2001, el 91,8% de la población son ucranianos y el 7,5% son rusos. En cuanto al idioma, la lengua materna de la mayoría de los habitantes, el 92,87%, es el ucraniano; del 6,7% es el ruso.

## Infraestructura

### Transporte
El asentamiento está conectado por carreteras con Bojodújiv, con Sumy a través de Krasnopilia y al otro lado de la frontera con Rusia con Gráivoron. 